# Pas de trois
Pas de trois (z francuskiego "taniec trojga") – w balecie klasycznym taniec wykonywany przez trójkę tancerzy (najczęściej przez dwie tancerki i jednego tancerza, albo trzy tancerki). Pas de trois ma określony schemat:
- Entrées - wejście tancerzy
- Taniec całej trójki wykonawców, np. adagio
- Wariacje - każdego osobno
- Coda - finał wykonywany wspólnie.

Pas de trois to taniec popisowy, trudny technicznie, w którym tancerze ukazują mistrzowską precyzję i grację taneczną. W przeciwieństwie do pas de deux, wykonują go przyjaciele głównych postaci lub postaci otaczającego ich środowiska. Może być częścią przedstawienia lub samodzielną formą.